# Ornon
Ornon est une commune française située dans le département de l'Isère, en région Auvergne-Rhône-Alpes.
Positionné dans la partie occidentale du massif de l'Oisans, la commune est adhérente à la communauté de communes de l'Oisans dont le siège est fixé au Bourg-d'Oisans
Ses habitants sont appelés les Ornonais.

## Géographie

### Situation et description
La commune d'Ornon regroupe plusieurs petits villages s'étageant le long de la vallée de la Lignarre, au pied du massif du Taillefer. Elle fait historiquement partie de l'Oisans, que le col d'Ornon relie au sud au Valbonnais.

### Géologie
Géologiquement, la commune est caractérisée par des ardoises qui ont été exploitées de façon industrielle.

### Climat
Pour des articles plus généraux, voir Climat d'Auvergne-Rhône-Alpes et Climat de l'Isère.
En 2010, le climat de la commune est de type climat de montagne, selon une étude du Centre national de la recherche scientifique s'appuyant sur une série de données couvrant la période 1971-2000. En 2020, Météo-France publie une typologie des climats de la France métropolitaine dans laquelle la commune est exposée à un climat de montagne ou de marges de montagne et est dans une zone de transition entre les régions climatiques « Alpes du nord » et « Alpes du sud ». 
Pour la période 1971-2000, la température annuelle moyenne est de 8 °C, avec une amplitude thermique annuelle de 16,9 °C. Le cumul annuel moyen de précipitations est de 1 253 mm, avec 9,4 jours de précipitations en janvier et 7,3 jours en juillet. Pour la période 1991-2020, la température moyenne annuelle observée sur la station météorologique de Météo-France la plus proche, « Alpe-d'Huez », sur la commune de Huez à 8 km à vol d'oiseau, est de 5,1 °C et le cumul annuel moyen de précipitations est de 994,8 mm,. Pour l'avenir, les paramètres climatiques de la commune estimés pour 2050 selon différents scénarios d'émission de gaz à effet de serre sont consultables sur un site dédié publié par Météo-France en novembre 2022.

### Hydrographie
Le torrent de la Lignarre d'une longueur de 11,9 km traverse la commune avant de rejoindre la Romanche.

## Urbanisme

### Typologie
Au 1er janvier 2024, Ornon est catégorisée commune rurale à habitat très dispersé, selon la nouvelle grille communale de densité à sept niveaux définie par l'Insee en 2022.
Elle est située hors unité urbaine et hors attraction des villes,.

### Occupation des sols
L'occupation des sols de la commune, telle qu'elle ressort de la base de données européenne d’occupation biophysique des sols Corine Land Cover (CLC), est marquée par l'importance des forêts et milieux semi-naturels (99,9 % en 2018), une proportion sensiblement équivalente à celle de 1990 (100 %). La répartition détaillée en 2018 est la suivante : 
forêts (38,2 %), milieux à végétation arbustive et/ou herbacée (32,2 %), espaces ouverts, sans ou avec peu de végétation (29,4 %), zones agricoles hétérogènes (0,1 %). L'évolution de l’occupation des sols de la commune et de ses infrastructures peut être observée sur les différentes représentations cartographiques du territoire : la carte de Cassini (XVIIIe siècle), la carte d'état-major (1820-1866) et les cartes ou photos aériennes de l'IGN pour la période actuelle (1950 à aujourd'hui).

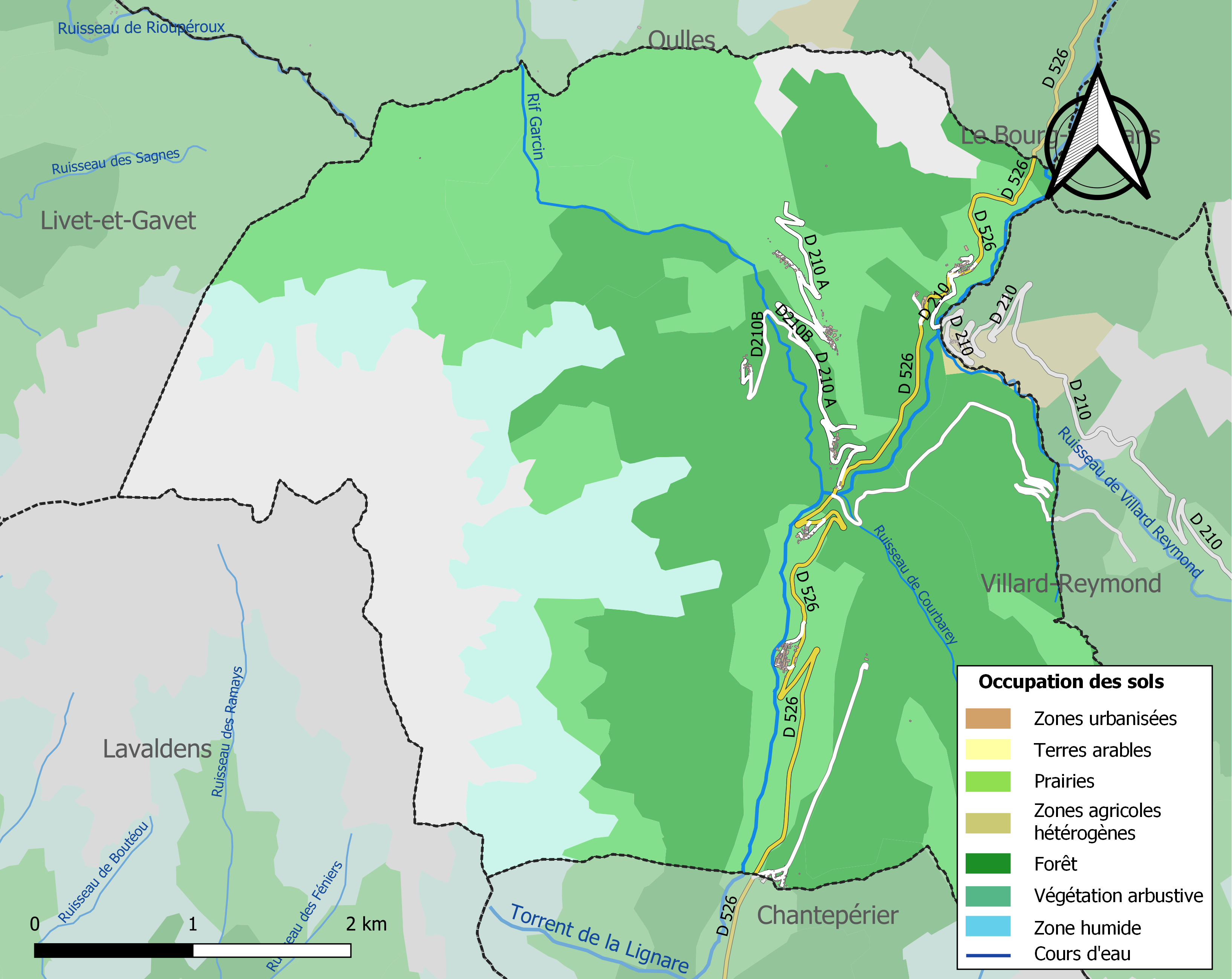
Carte des infrastructures et de l'occupation des sols de la commune en 2018 (CLC).

### Lieux-dits et écarts
En remontant le torrent de la Lignarre, le territoire compte de nombreux hameaux et lieux-dits dont la Palud, la Palud du Raux, le Pont des Oulles, la Poutuire, le Rivier, le Plan du Col, puis côté torrent du Rif-Garcin : la Poyat, Ornon, la Grenonière, le Guillard.

### Risques naturels et technologiques

#### Risques sismiques
L'ensemble du territoire de la commune d'Ornon est situé en zone de sismicité n°3 (sur une échelle de 1 à 5), non loin la zone n°4 qui se situe au centre du département de l'Isère (vers Vizille et Grenoble).
| Type de zone | Niveau            | Définitions (bâtiment à risque normal) |
| ------------ | ----------------- | -------------------------------------- |
| Zone 3       | Sismicité modérée | accélération = 1,1 m/s2                |

## Histoire

### Préhistoire et Antiquité
Durant la fin de l'âge du Bronze, vers 900 av. J.-C., la route entre Grenoble et le col du Lautaret passait par le col d'Ornon pour éviter les gorges de la Romanche. À la Palud fut trouvé un vaste cimetière de corps inhumés dans des coffres de pierres et ornés de très nombreux bracelets de bronze et de fer ainsi qu'une pendeloque avec de l'ambre issue de la plaine du Pô, datés des VIe – Ve siècles av. J.-C.

## Politique et administration

### Liste des maires
| Période | Période  | Identité                | Étiquette | Qualité     |
| ------- | -------- | ----------------------- | --------- | ----------- |
| 1932    | 1955     | Pierre Col              |           |             |
| 1955    | 1971     | Louis Fiat              |           |             |
| 1971    | 1983     | Léon Bonaz              |           |             |
| 1983    | 1989     | Paul Marmonnier         |           |             |
| 1989    | 2001     | Alain Jullien-Palletier |           |             |
| 2001    | 2008     | Jean-Noël Berlioux      |           |             |
| 2008    | 2015     | Pierre Salvi            | SE        | Agriculteur |
| 2015    | En cours | Nicole Faure            | SE        | Retraitée   |

## Population et société

### Démographie
L'évolution du nombre d'habitants est connue à travers les recensements de la population effectués dans la commune depuis 1793. Pour les communes de moins de 10 000 habitants, une enquête de recensement portant sur toute la population est réalisée tous les cinq ans, les populations de référence des années intermédiaires étant quant à elles estimées par interpolation ou extrapolation. Pour la commune, le premier recensement exhaustif entrant dans le cadre du nouveau dispositif a été réalisé en 2008.

En 2022, la commune comptait 151 habitants, en évolution de +5,59 % par rapport à 2016 (Isère : +3,07 %, France hors Mayotte : +2,11 %).
| 1793 | 1800 | 1806 | 1821 | 1831 | 1836 | 1841 | 1846 | 1851 |
| ---- | ---- | ---- | ---- | ---- | ---- | ---- | ---- | ---- |
| 590  | 556  | 563  | 574  | 618  | 524  | 634  | 648  | 606  |

| 1856 | 1861 | 1866 | 1872 | 1876 | 1881 | 1886 | 1891 | 1896 |
| ---- | ---- | ---- | ---- | ---- | ---- | ---- | ---- | ---- |
| 604  | 652  | 614  | 561  | 597  | 548  | 518  | 542  | 488  |

| 1901 | 1906 | 1911 | 1921 | 1926 | 1931 | 1936 | 1946 | 1954 |
| ---- | ---- | ---- | ---- | ---- | ---- | ---- | ---- | ---- |
| 467  | 449  | 387  | 295  | 288  | 259  | 245  | 200  | 167  |

| 1962 | 1968 | 1975 | 1982 | 1990 | 1999 | 2006 | 2008 | 2013 |
| ---- | ---- | ---- | ---- | ---- | ---- | ---- | ---- | ---- |
| 145  | 157  | 81   | 65   | 87   | 138  | 138  | 138  | 136  |

| 2018 | 2022 | - | - | - | - | - | - | - |
| ---- | ---- | - | - | - | - | - | - | - |
| 161  | 151  | - | - | - | - | - | - | - |

### Équipement sportifs

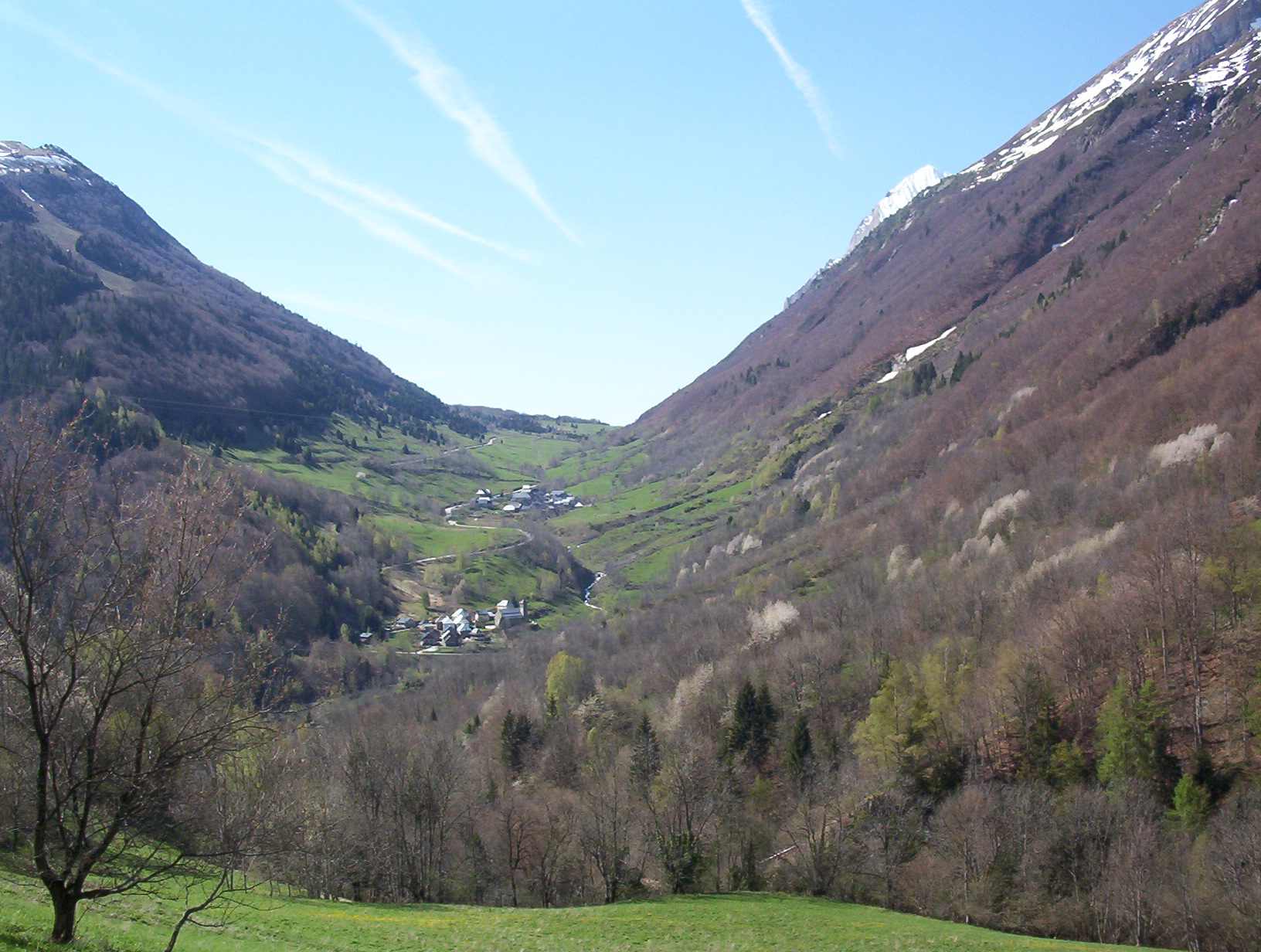
Col d'Ornon

Le territoire de la commune héberge le site de la Station de ski du Col d'Ornon, secteur qui a été franchi à huit reprises par le Tour de France.

### Enseignement
La commune est rattachée à l'académie de Grenoble. Les élèves de 3 à 15 ans sont scolarisés à Le Bourg-d'Oisans, un ramassage scolaire étant organisé le matin et le soir.

### Médias
Historiquement, le quotidien régional Le Dauphiné libéré qui consacre, chaque jour, y compris le dimanche, dans son édition Romanche et Oisans, un ou plusieurs articles à l'actualité de la communauté de communes, du canton, ainsi que des informations sur les éventuelles manifestations locales.
La commune est située sur l'aire de diffusion de radio Ici Isère, une radio publique qui émet sur tout le territoire du département de l'Isère.

## Culture locale et patrimoine

### Patrimoine religieux
- Deux églises : l'une au village d'Ornon, l'autre à la Poutuire ;
  - Église Notre-Dame-de-la-Salette de la Pouthuire
  - Église Saint-Martin d'Ornon
- Trois chapelles : à la Palud, au Guillard et au Rivier ;
- Un oratoire au Guillard.

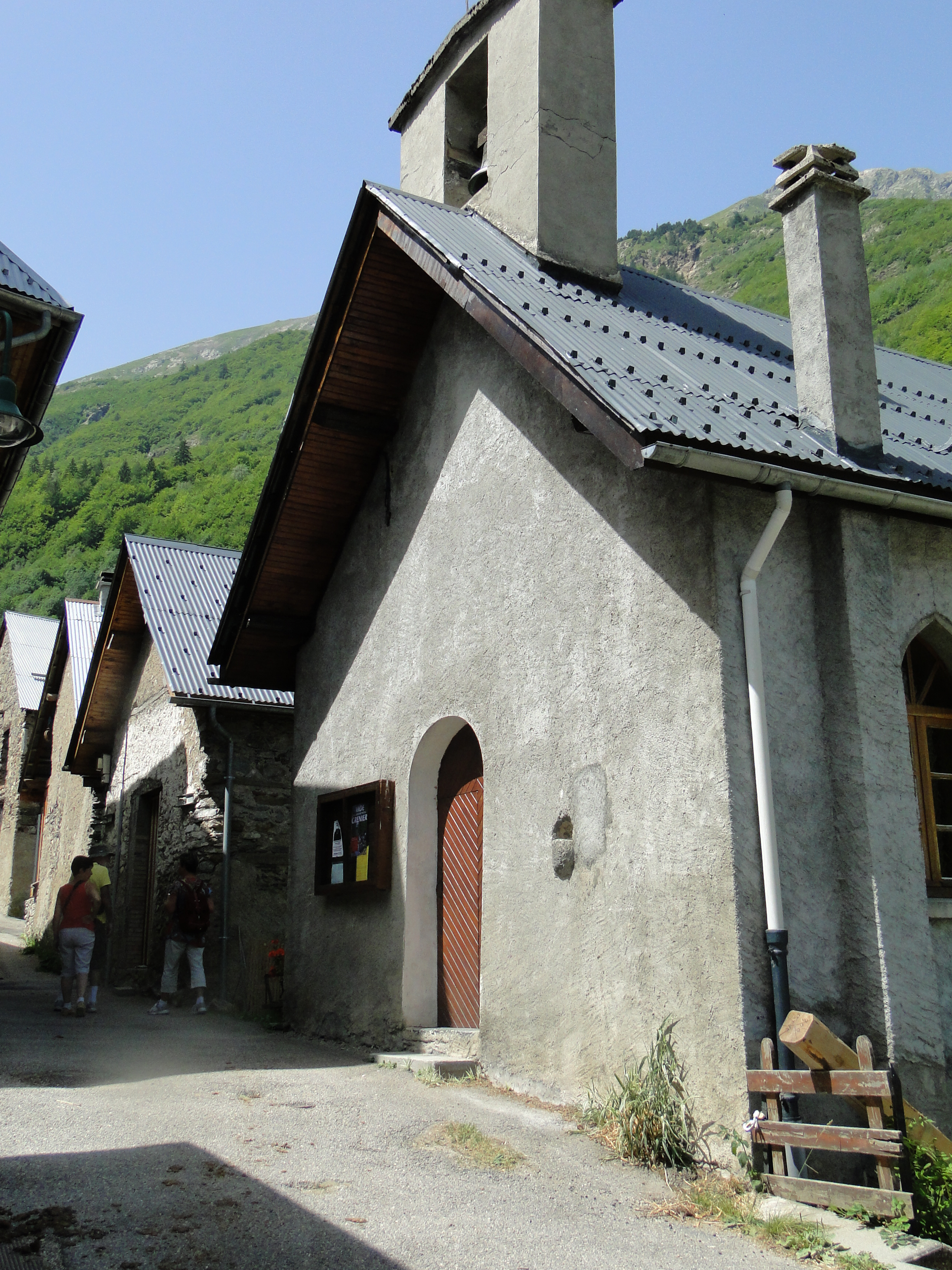
La chapelle du Rivier.
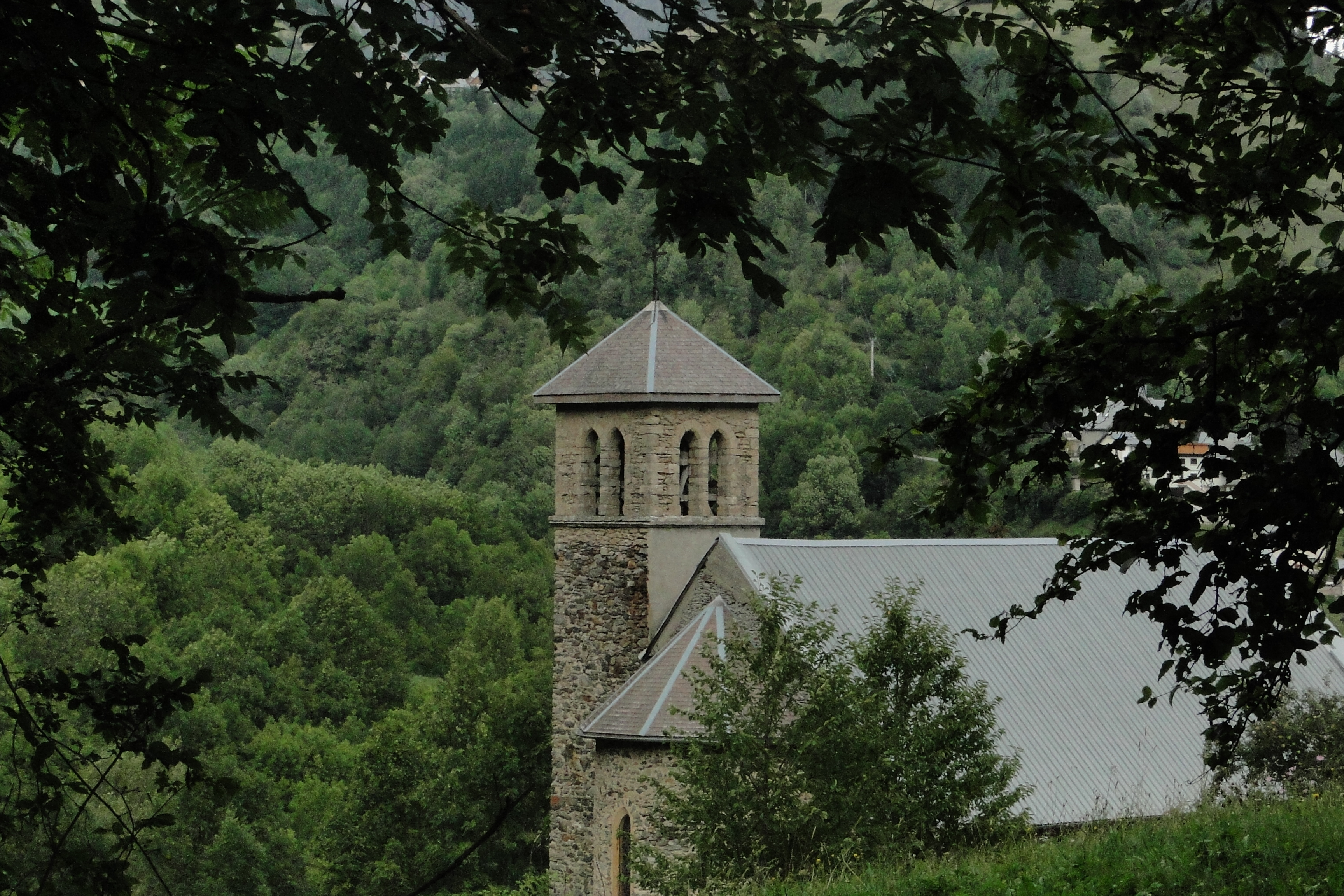
L'église de la Poutuire.
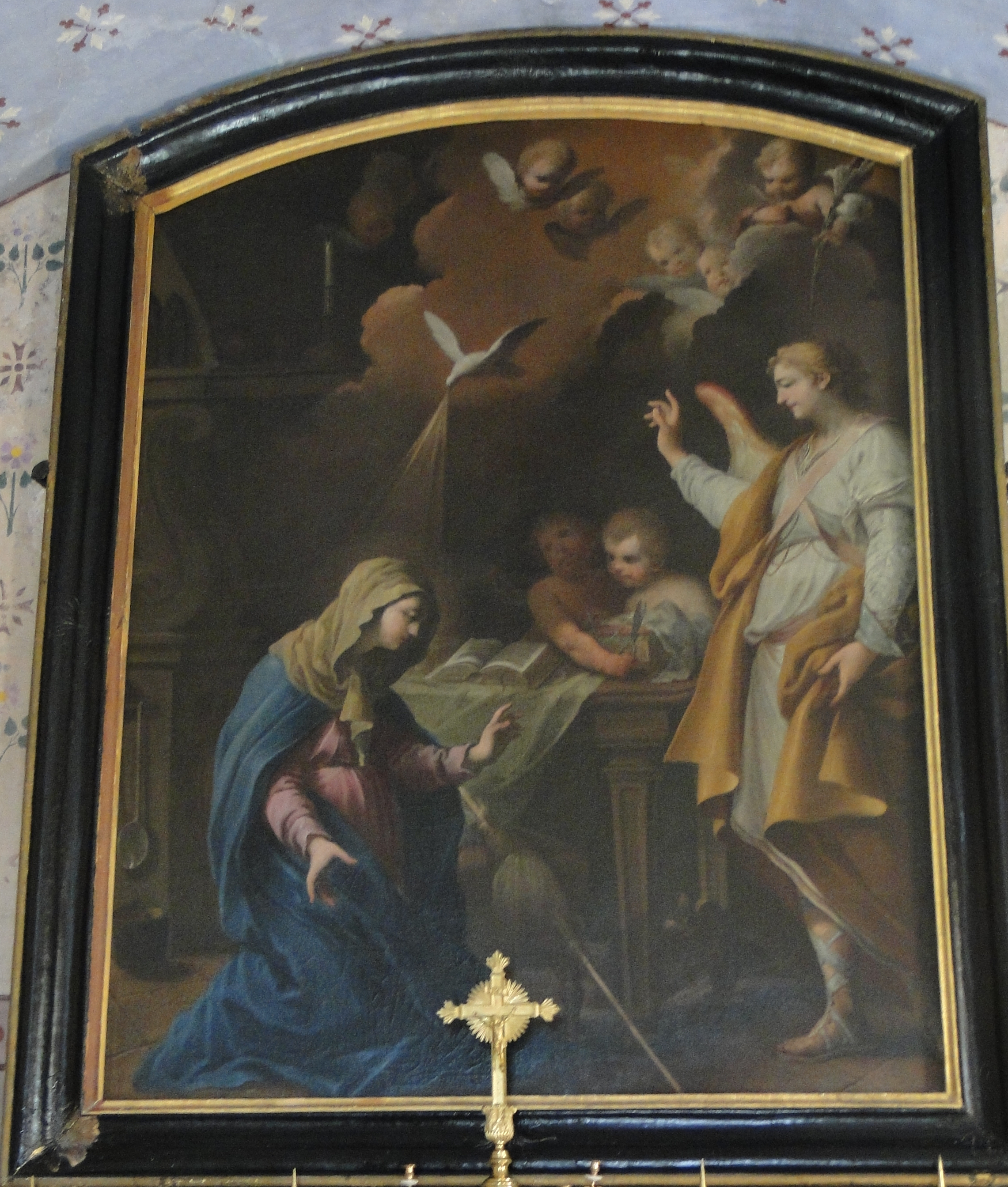
Le tableau de l'Annonciation à la chapelle du Guillard.

### Personnalités liées à la commune
L'abbé Martin Berlioux (1828-1887), né à Ornon, œuvra pour la construction de l'église Saint-Bruno à Grenoble dont il fut le premier curé. Il est aussi l'auteur de nombreux livres de prières, plusieurs fois réédités.